# Universidad (estación del Tren Urbano de San Juan)
La estación subterránea Universidad del Tren Urbano se ubica en la avenida Ponce de León dentro de los predios de la Universidad de Puerto Rico, en el antiguo municipio de Río Piedras en San Juan, Puerto Rico. La estación fue inaugurada el 17 de diciembre de 2004. Se compone un andén central de 138 metros de longitud y dos vías laterales.
El Tren Urbano así como la red de autobuses y las lanchas de Cataño están gestionados por la Autoridad de Transporte Integrado (ATI) de la Autoridad Metropolitana de Autobuses (AMA).

## Proyecto de Arte Público
El lado norte de estación Universidad cuenta con un mural compuesto de loseta, mosaico, cemento hidráulico como una obra de arte público titulado «Empapelando la ciudad» por el artista Eric Schroeder Vivas. En nombre de lo que llamamos expansión urbana de concreto armado, el proyecto estudia la posibilidad de recrear ese verde en la ciudad, de manera artificial mediante el uso del mismo elemento que paradójicamente la sofoca: el concreto.

## Lugares de interés
- Universidad de Puerto Rico, Recinto de Río Piedras (UPRRP)